# Ямская Слобода (Новгородская область)
Ямска́я Слобода́ — село в Крестецком районе Новгородской области России. Входит в состав Крестецкого городского поселения.

## География
Село находится в центральной части Новгородской области, в зоне хвойно-широколиственных лесов, на берегах реки Холова, при автодороге М10, у северной окраины рабочего посёлка Крестцы, административного центра района. Абсолютная высота — 57 м над уровнем моря.

### Климат
Климат района характеризуется как умеренно континентальный, влажный, включающий в себя черты как морского, так и континентального климатический типов. Среднегодовая температура воздуха — 3,8 °C. Средняя многолетняя температура самого холодного месяца (января) составляет −9°С (абсолютный минимум — −50 °C), средняя температура самого тёплого (июля) — 17,2 °С (абсолютный максимум — 35 °С). Безморозный период длится около 122 дней. Продолжительность вегетационного периода составляет примерно 172 дня. Среднегодовое количество осадков составляет 695 мм, из которых 490 мм выпадает в тёплый период. Устойчивый снежный покров образуется в начале декабря и сохраняется в течение 141 дня.

### Часовой пояс
Село Ямская Слобода, как и вся Новгородская область, находится в часовой зоне МСК (московское время). Смещение применяемого времени относительно UTC составляет +3:00.

## Население
| 2010 |
| ---- |
| 909  |

### Национальный состав
Согласно результатам переписи 2002 года, в национальной структуре населения русские составляли 94 % из 1078 чел.

## Улицы
| - ул. 40 лет Победы, - ул. Боровичская, - ул. Заречная, - ул. Луговая, | - ул. Молодёжная, - ул. Набережная, - ул. Новая, - ул. Устьволмская, | - ул. Чкалова, - ул. Школьная, - ул. Энергетиков, - ул. Ямская. |